# Blå prakttrast
Blå prakttrast (Ptilorrhoa caerulescens) är en fågel i familjen vakteltrastar inom ordningen tättingar.

## Utseende och läte
Blå prakttrast är en medelstor och långstjärtad trastliknande fågel. Fjäderdräkten är djupt blå med vitt på strupen och övre delen av bröstet, kantat av ett svart band från bröstet och upp genom ögat till näbben. Honan har ett smalt vitt ögonbrynsstreck. Sången består av en långsamt upprepad ljus vissling följt av ett explosivt fallande "chew".

## Utbredning och systematik
Blå prakttrast delas in i tre underarter med följande utbredning:
- Ptilorrhoa caerulescens caerulescens – förekommer på västra Nya Guinea
- Ptilorrhoa caerulescens neumanni – förekommer på nordcentrala Nya Guinea
- Ptilorrhoa caerulescens nigricrissus – förekommer på södra Nya Guinea

Tidigare behandlades brunkronad prakttrast som underart till blå prakttrast.

## Levnadssätt
Blå prakttrast hittas i låglänta skogar. Där håler den mestadels till på marken.

## Status och hot
Arten har ett stort utbredningsområde, men tros minska i antal, dock inte tillräckligt kraftigt för att den ska betraktas som hotad. Internationella naturvårdsunionen IUCN listar arten som livskraftig (LC).